# Victoria Forde
Victoria Forde (21 de abril de 1896 – 24 de julio de 1964) fue una actriz estadounidense del cine mudo.

## Biografía
Nacida en Nueva York, Victoria Forde era la hija de la actriz teatral de Broadway Eugenie Forde, que la introdujo en el cine por medio de la American Mutoscope and Biograph Company a los 14 años de edad. En 1912, con 16 años, firmó contrato con Nestor Studios para hacer filmes cómicos con el director Al Christie. Ese mismo año su madre debutó en el cine, actuando junto a Victoria en A Pair of Jacks (1912). Durante los cinco años que Forde permaneció con Nestor, Al Christie la dirigiría en 116 cortos.
Posteriormente Forde se unió a Selig Studios y se hizo una estrella de los Westerns, frecuentemente actuando junto al cowboy y actor Tom Mix. Entre ambos se inició una relación sentimental, en 1917 firmaron con la 20th Century Fox, productora para la cual siguieron trabajando juntos. Ella se convirtió en la cuarta esposa de Mix en 1918; al año siguiente, tras haber participado en 176 cortos, dejó el cine para dedicarse al cuidado de su hija, Thomasina. El matrimonio acabó en divorcio en 1931.

### Fallecimiento
Victoria Forde murió en Beverly Hills el 24 de julio de 1964. Fue enterrada en el Cementerio de Holy Cross, en Culver City, California.